# انجیره (مرودشت)
انجیره (مرودشت)، روستایی از توابع بخش سیدان شهرستان مرودشت در استان فارس ایران است.

## جمعیت
این روستا در دهستان رحمت قرار دارد و براساس سرشماری مرکز آمار ایران در سال ۱۳۸۵، جمعیت آن بالغ بر ۱٬0۵۸ نفر (۲۴۴خانوار) بوده‌است.